# Kultura Japonii

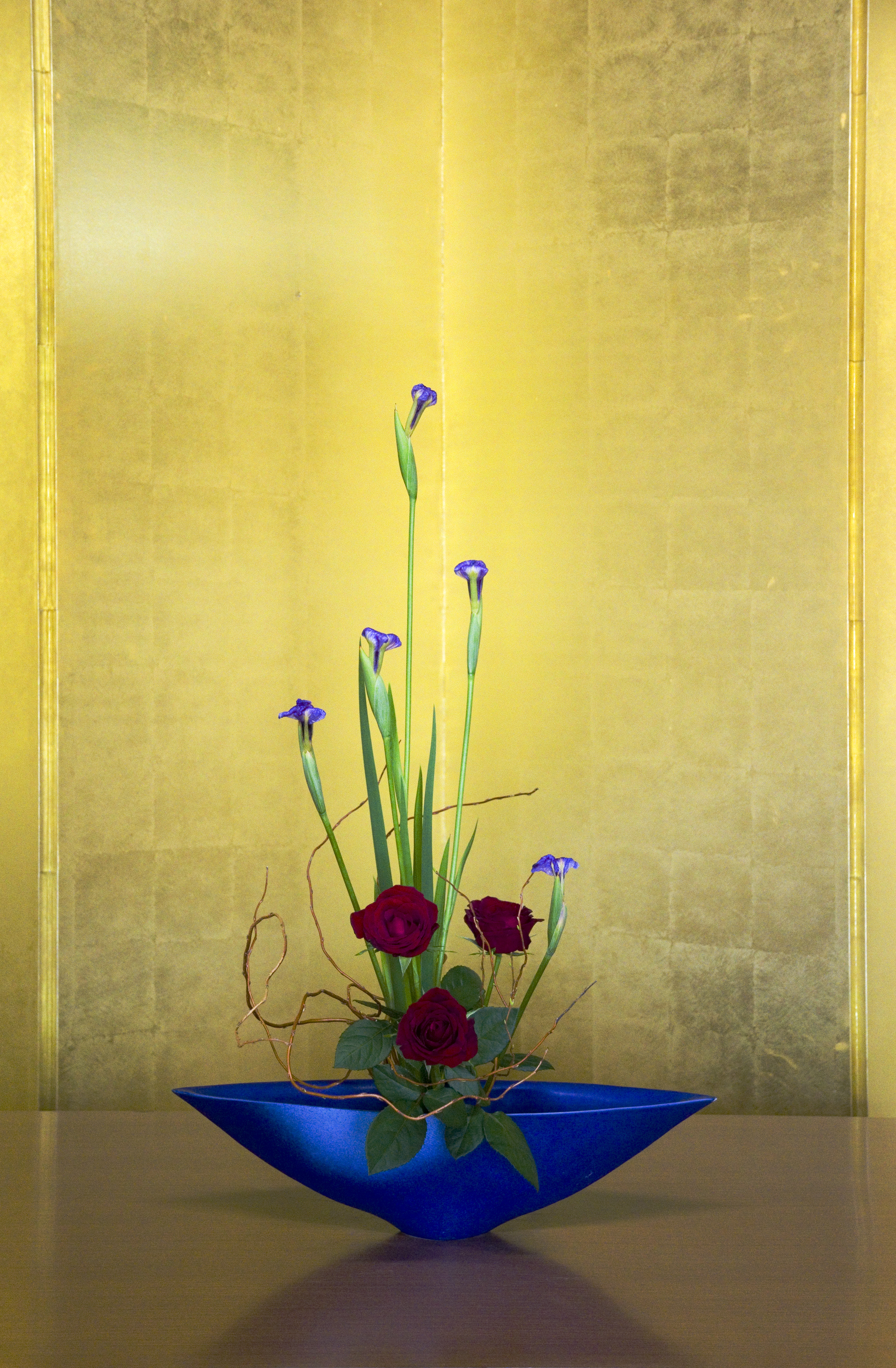
Ikebana

Kultura Japonii (jap. 日本の文化 Nihon no bunka) ewoluowała na przestrzeni tysiącleci, od czasów prehistorycznej kultury okresu Jōmon do czasów dzisiejszej kultury hybrydowej z silnymi wpływami świata europejskiego i amerykańskiego.

## Język japoński

Nihongo → język japoński (zapisane znakami kanji)

Język używany przez ok. 130 mln mieszkańców Japonii oraz japońskich emigrantów na wszystkich kontynentach.
Pochodzenie języka japońskiego jest nieznane i jest przedmiotem dyskusji ekspertów językoznawstwa. Niektórzy łączą go z rodziną języków ałtajskich, która obejmuje języki turecki, mongolski i inne, ale wykazuje również podobieństwa do języków austronezyjskich, takich jak polinezyjski.
System pisma składa się z trzech różnych zestawów znaków: kanji (kilka tysięcy chińskich znaków) oraz dwóch sylabicznych pism fonetycznych: hiragana i katakana (łącznie zwane są kana). Teksty japońskie można pisać dwoma sposobami: w stylu zachodnim, w poziomych rzędach od lewej do prawej i kolejno od góry do dołu strony, lub w tradycyjnym stylu japońskim, w pionowych kolumnach od prawej do lewej strony. Oba style pisania istnieją obok siebie.

## Literatura japońska

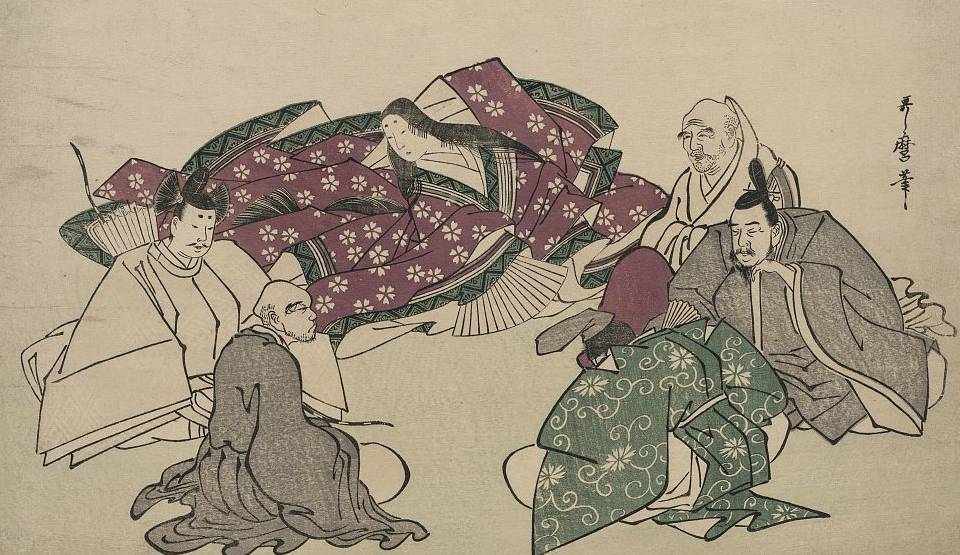
Murasaki Shikibu w dyskusji z nadwornymi poetami

Pisanie dotarło do Japonii z Chin w V wieku za pośrednictwem Korei. Najstarsze zachowane dzieła to dwie kroniki historyczne: Kojiki i Nihon-shoki, które zostały ukończone na początku VIII wieku. W XI wieku, w okresie Heian, powstała pierwsza na świecie powieść Genji monogatari. W ciągu setek lat powstały bardzo różne formy literackie, całkowicie odmienne od zachodnich. Istotne były również relacje z literaturami geograficznych sąsiadów, przede wszystkim z Chinami, które były źródłem, z którego Japończycy przejęli: system pisma, architekturę, sztuki piękne, religie i systemy myśli – buddyzm, taoizm, konfucjanizm – dokonując często zasadniczych zmian w procesie ich japonizacji.
W okresie Meiji (1868–1912) napłynęły do Japonii zachodnie teksty, które w znacznej mierze stymulowały rozwój współczesnej literatury japońskiej. Od tamtego czasu Japonia utrzymała bogatą i prężną kulturę literacką, a współcześni pisarze, tacy jak: Yasunari Kawabata (1899–1972) i Kenzaburō Ōe (1935–2023) otrzymali Nagrodę Nobla w dziedzinie literatury odpowiednio w 1968 i 1994 roku.

## Sztuka wizualna

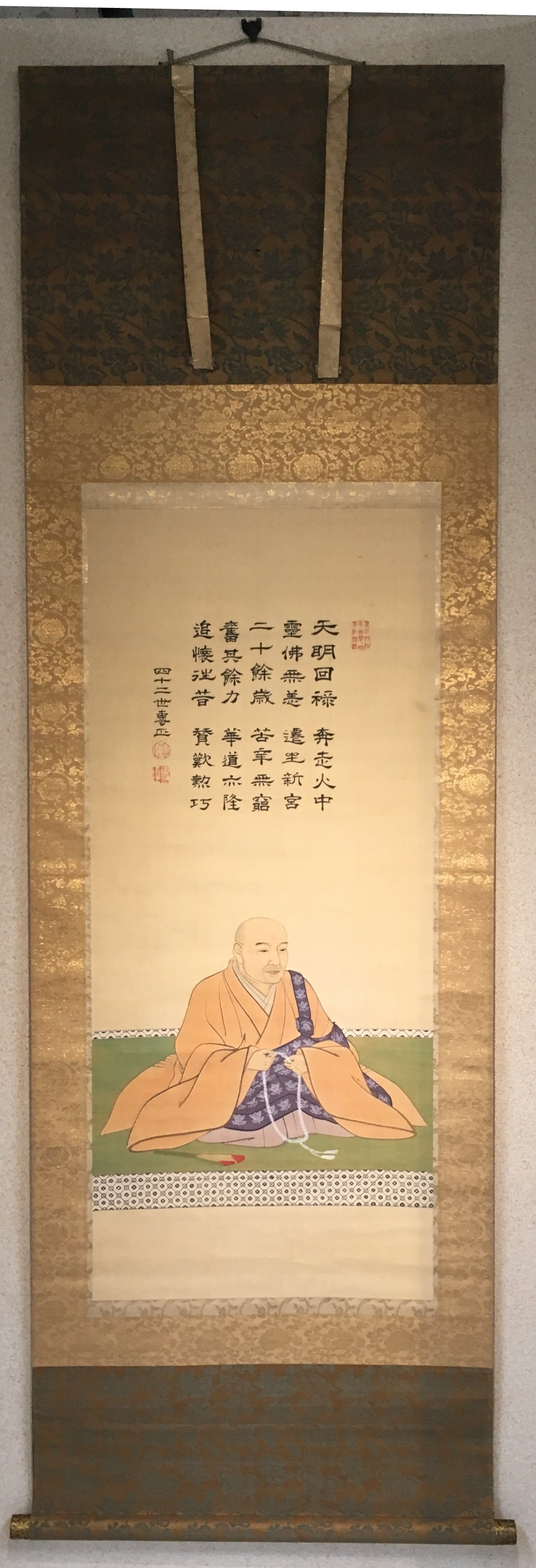
Kakemono przedstawiające Senjō Ikenobō (1769-1832) przedstawiciela rodu mistrzów ikebany

### Malarstwo
Malarstwo jest jedną z najstarszych form sztuki japońskiej, obejmującej różne gatunki, style i formaty. Podobnie jak cała kultura japońska, historia malarstwa – obok czysto rodzimej, tradycyjnej – wykazuje wzajemne oddziaływanie oraz przyjmowanie obcych idei dostosowywanych do japońskiej estetyki i wrażliwości. Przez wieki były to głównie wpływy malarstwa chińskiego, a od końca XVI wieku od Zachodu. W wieku XIX pojawiła się fala powracająca w postaci wpływu sztuki japońskiej na sztukę Zachodu (Japonizm w sztuce Zachodu).

### Kaligrafia
Podobnie jak w innych krajach objętych wpływami kultury chińskiej, kaligrafia w Japonii jest traktowana jako jedna z dyscyplin sztuki. W przeszłości – wraz z poezją i malarstwem – była wymaganą umiejętnością wobec osób kulturalnych, wykształconych. Biegłość w pisaniu była uważana za manifestację charakteru praktykującego.

### Rzeźbiarstwo
W kulturze japońskiej rzeźby odgrywały ważną rolę, przekazując nie tylko ducha swojej epoki, ale także wyrażając ludzką kreatywność i wyobrażenia o religii i filozofii. Od motywów zwierzęcych z wczesnych wierzeń szamańskich do posągów bóstw w świątyniach buddyjskich i chramach shintō, po motywy polityczne w XX wieku, które zawierały zachodnią estetykę, aż po nowoczesne dzieła, pokazują niepowtarzalny i głęboki wgląd w kulturę japońską, zarówno tradycyjną, jak i nowoczesną.

### Ukiyo-e
Tematyka „obrazów przemijającego świata” wiązała się z nietrwałością i oderwaniem od zwykłego życia. Rodzaj malarstwa i drzeworytu japońskiego, funkcjonujący w okresie Edo (1603–1867). Twórcy przedstawiali popularne gejsze, zawodników sumō, aktorów teatru kabuki, a technika drukowania umożliwiła masową produkcję, co oznaczało przystępność cenową, a zatem doprowadziło do popularności wydruków.
Do najwybitniejszych artystów należeli m.in.: Hokusai Katsushika, Hiroshige Andō, Utamaro Kitagawa.
W okresie Meiji (1868–1912) napływ zachodniej technologii do Japonii, takiej jak fotografia, doprowadził do zmniejszenia zainteresowania ukiyo-e. Drzeworyty te jednak zyskały na znaczeniu w Europie, gdzie wywarły wpływ na impresjonistycznych malarzy.

### Ikebana
Ikebana – sztuka układania kwiatów. Istnieją różne szkoły prezentujące odmienne style. Niektóre układają kwiaty tak, aby wyglądały, jak na wolności, inne kierują się precyzją kształtu, linii i formy, sięgając nawet do zasad, które określają kąty, które powinny tworzyć gałęzie. Powstały nowoczesne, awangardowe style, które zamiast kwiatów wykorzystują szkło, żelazo i inne materiały. Znane szkoły: Ikenobō (najstarsza), Sōgetsu i Ohara.

## Sztuka rzeczywista

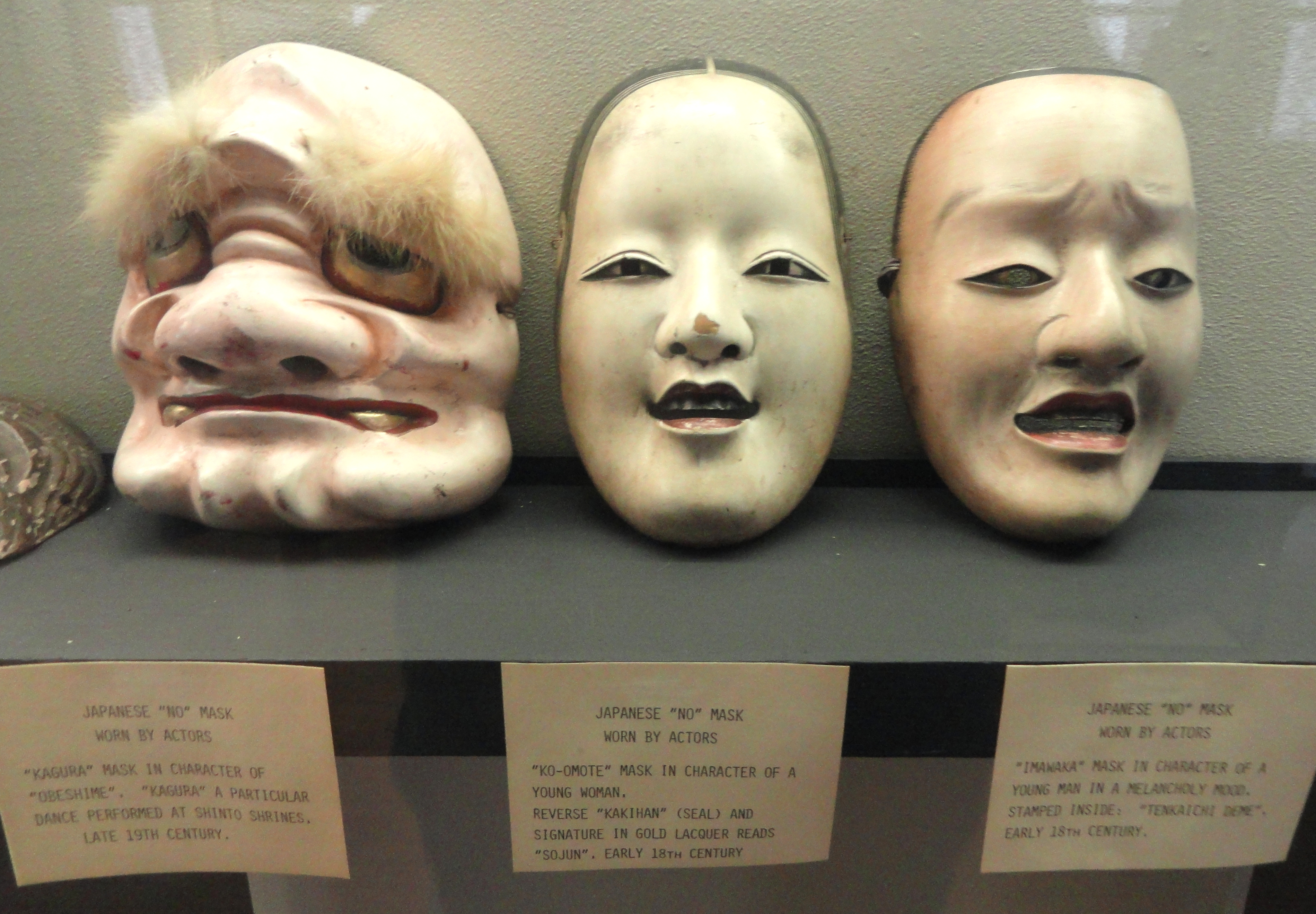
Maski teatru nō

Trzy klasyczne formy teatru japońskiego to: kabuki, nō (noh), bunraku (lalkowy). Wszystkie zostały uznane jako niematerialne dziedzictwo kulturowe UNESCO.
- Kabuki – tradycyjna forma teatru, której korzenie sięgają okresu Edo. Obejmuje misternie zaprojektowane, bogate kostiumy, przyciągający wzrok mocny makijaż, dziwaczne peruki, a co najważniejsze – przesadzoną grę aktorów. Wysoce stylizowane ruchy służą przekazaniu znaczenia publiczności. Jest to ważne, gdyż zwykle używana jest staromodna forma języka japońskiego, trudno zrozumiała dla współczesnych Japończyków. Fabuła oparta jest na wydarzeniach historycznych, konfliktach moralnych, historiach miłosnych, tragicznych spiskach[6].

- Nō – forma teatralna obejmująca muzykę, taniec i dramat. Jej początki sięgają XIV wieku. Została opracowana wraz z kyōgen, komicznymi utworami wykonywanymi podczas przerw w głównym spektaklu. Połączona sztuka nō i kyōgen znana jest jako nōgaku. Teatr ten został spopularyzowany i sformalizowany przez twórcę o imieniu Motokiyo Zeami w okresie Muromachi (1333–1573)[7].

- Bunraku – teatr lalkowy. Pojawił się jako popularna rozrywka w okresie Edo w Osace i przekształcił się w teatr artystyczny pod koniec XVII wieku. Lalki mają wielkość około połowy naturalnej wielkości człowieka i każda z nich jest obsługiwana przez trzech operatorów. Manewrują oni kończynami, powiekami, gałkami ocznymi, brwiami i ustami lalek. Są ubrani na czarno, co czyni ich „niewidzialnymi”. Fabuła jest opowiadana przez jedną osobę, która mówi głosem wszystkich lalek, a zatem musi mieć różnorodny repertuar wypowiedzi głosowych, aby reprezentować zarówno płcie, jak i wszystkie grupy wiekowe. Tempo narracji podyktowane jest muzyką towarzyszącą graną na shamisenie. Bunraku i kabuki często przedstawiają historie oparte na adaptacjach skryptów o podobnych motywach. Popularne są klasyczne tragiczne historie miłosne, heroiczne legendy i opowieści oparte na wydarzeniach historycznych[8].

Wybitnym autorem sztuk dla kabuki i bunraku był Monzaemon Chikamatsu (1653–1725).

## Architektura

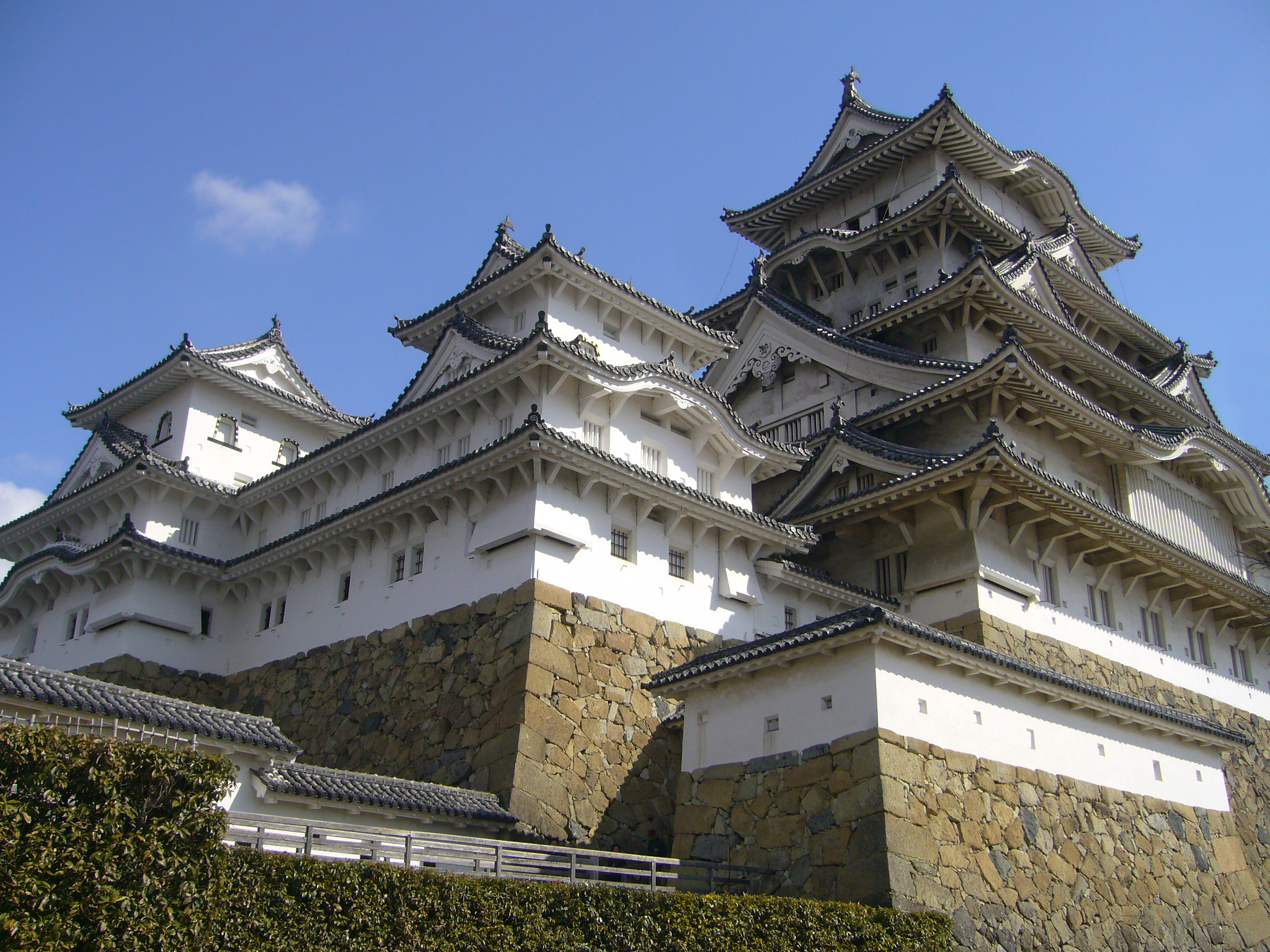
Zamek Himeji

Cechą charakterystyczną kultury japońskiej jest wyjątkowy szacunek dla natury. Japończycy, w przeciwieństwie do Europejczyków, nie czują się panami przyrody, a jedynie jej częścią. Związane jest to z religią shintō. Stąd w Japonii zamiłowanie do przestrzeni, również w architekturze, które jest widziane jako zgodne ze środowiskiem naturalnym. Tradycyjna Japonia była przede wszystkim społeczeństwem rolniczym, koncentrującym się na pracy związanej z uprawą ryżu. Pomiędzy Japończykami a ich naturalnym otoczeniem rozwinęło się poczucie współpracy, a nie antagonistycznych relacji. Zamiast obrony miejsca zamieszkania, adaptacja stała się podstawową postawą, w tym także przystosowanie do warunków klimatycznych i geograficznych.

## Ogrody

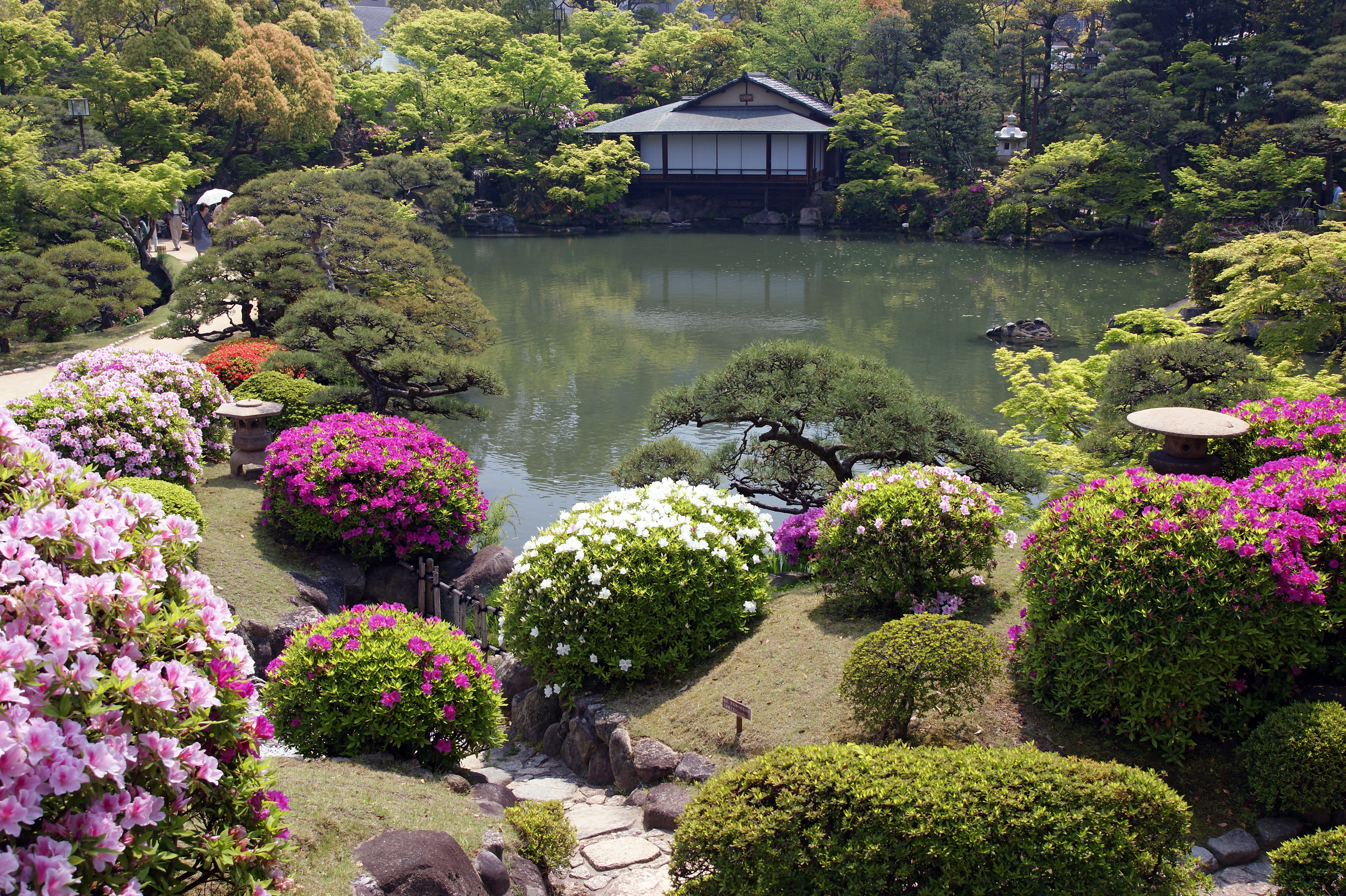
Ogród Sōraku-en w Kobe

Ogród w tradycyjnym, japońskim stylu, spotykany przy domach prywatnych, w parkach, przy świątyniach buddyjskich i shintō oraz w pobliżu zabytków (np. zamków).
Ogród japoński ma naśladować przyrodę, nie starając się jej podbić ani zniszczyć. Należy go tak pielęgnować, aby jak najstaranniej ukryć działania człowieka. Ideałem dla japońskich ogrodników jest odpoczynek wśród dzikiej przyrody. Jeden z tekstów dotyczących urządzania ogrodów japońskich (XI w.) mówi: ucz się od natury, lecz jej nie kopiuj.
Projektowanie i tworzenie ogrodów jest ważną formą sztuki japońskiej, udoskonalanej od ponad 1000 lat. Poprzez łączenie różnych elementów: roślin, wody, piasku, kamieni, tworzą unikalne kompozycje symbolicznego piękna wynikającego m.in. z wierzeń shintō i buddyjskich konwencji intelektualnych.

## Tradycyjny ubiór

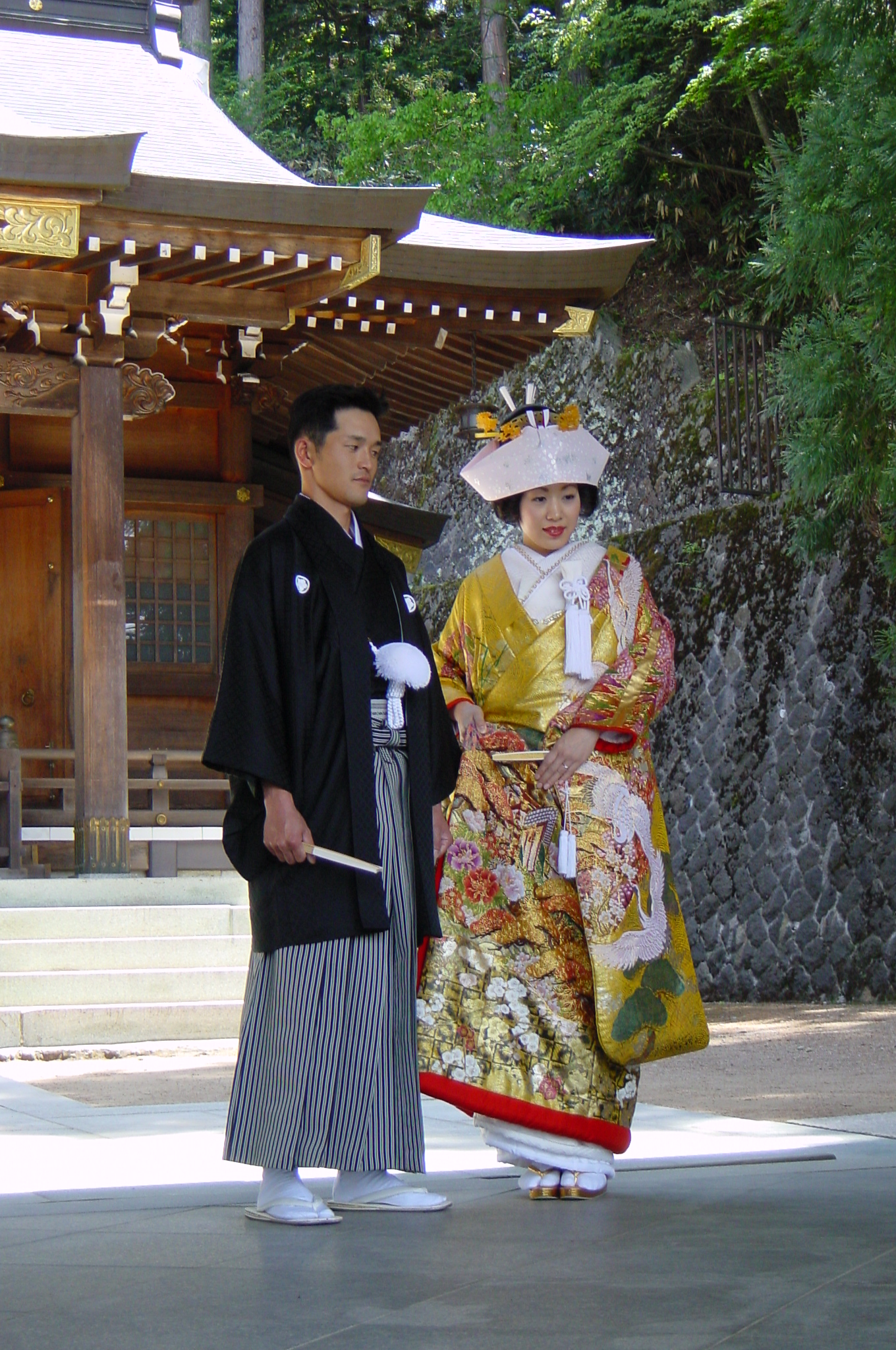
Japońscy nowożeńcy w tradycyjnych strojach

Kimono to tradycyjny ubiór japoński. Pierwotnie słowem kimono określano każde ubranie, później zaczęto je stosować tylko do konkretnego ubioru, który wciąż noszony jest przez kobiety, mężczyzn i dzieci.
Kimono to ubiór o kroju prostym, w kształcie litery T, przypominający nieco szlafrok. Rękawy są długie i na całej długości bardzo szerokie – nawet do pół metra. Według tradycji, kobiety niezamężne powinny nosić kimono o wyjątkowo długich rękawach, sięgających niemal podłogi. Szata jest owinięta wokół ciała, przy czym lewa strona powinna być zawsze na wierzchu. Całość ubioru uzupełnia szeroki pas wiązany na plecach, zwany obi.
Współcześnie kimono nosi się go rzadko, na specjalne okazje, jak: wesela, ceremonie parzenia herbaty, formalne tradycyjne imprezy i pogrzeby. Dobór odpowiedniego stylu, kolorów i wzorów jest uzależniony od: okazji, wieku i stanu cywilnego osoby.
W ostatnich latach stały się popularne usługi wynajmu kimon dla turystów.

## Kuchnia

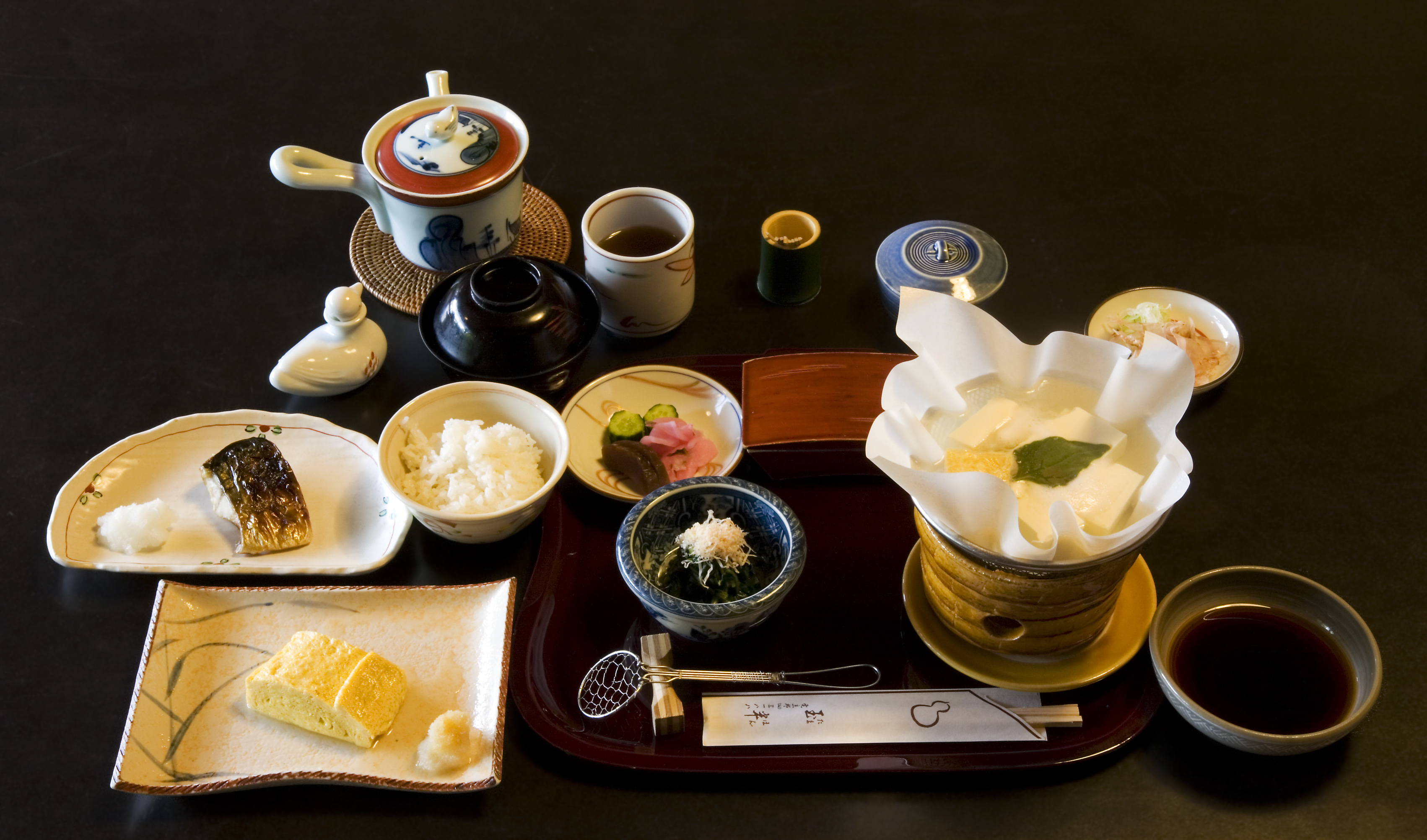
Tradycyjne japońskie śniadanie, Tamahan Ryokan, Kioto

Kuchnia japońska oferuje ogromne bogactwo smaków i przysmaków gastronomicznych z nieograniczoną różnorodnością potraw regionalnych i sezonowych. Oferują je: mobilne stoiska, stragany uliczne, mini-barki na kilka osób, restauracje o wielowiekowej tradycji lub zachęcające najdziwniejszymi pomysłami, mającymi zachęcić i zaskoczyć klienta.
Dla kuchni japońskiej charakterystyczne jest użycie ryb (jedzonych także na surowo), rozmaitych owoców morza, wodorostów oraz warzyw. Popularne są zupy gotowane bezpośrednio na stole, w specjalnym garnku podgrzewanym dawniej węglem drzewnym, a obecnie gazem, a także jedzenie zanurzanych we wrzątku mięs, ryb i warzyw.
Japończycy jedzą pałeczkami. Nakrywając do stołu, po lewej stronie stawiają miseczkę z ryżem, po prawej – z zupą. Pałeczki leżą równolegle przed nimi. Zupę pije się prosto z miseczki, do innych talerzy sięga się pałeczkami. Przed rozpoczęciem jedzenia, w momencie otrzymywania dań mówi się po japońsku: „Itadakimasu”, a dziękując po spożyciu posiłku: „Gochisō-sama deshita”.

## Sport

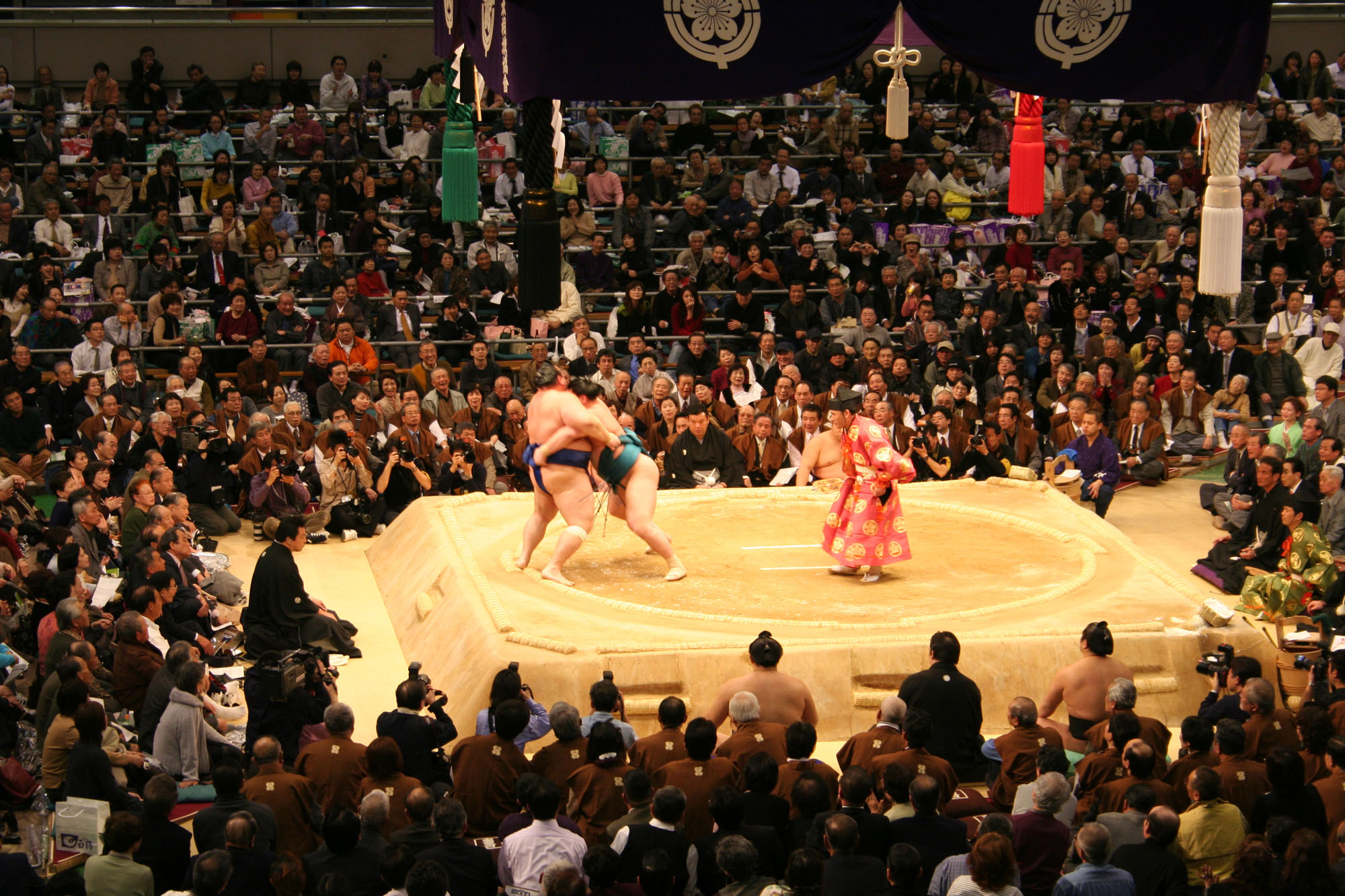
Turniej sumō w Osace, 2006 r.

Sport w Japonii (zawodowy i amatorski) to m.in.:
- popularne: sumō (sport narodowy), jūdō, baseball, golf, tenis, sporty zimowe;
- sporty walki: karate, aikidō, kendō, kyūdō (łucznictwo japońskie), naginata-dō, jōdō.

W 1993 roku rozpoczęto rozgrywki ligowe w piłce nożnej. Ta po raz pierwszy wprowadzona do Japonii gra cieszy się dużą popularnością.

## Kultura masowa

Manga: „Arigato Usagi”, autor Norahiko

Kultura masowa Japonii nie tylko odzwierciedla dzisiejszą rzeczywistość, ale także bardzo często nawiązuje do przeszłości. Popularne filmy, programy telewizyjne, manga, muzyka i gry komputerowe, wszystko to nawiązuje do starszych i tradycyjnych form artystycznych. Kultura masowa jest odskocznią od japońskiej rzeczywistości i monotonności dnia codziennego.
Anime i manga są bardzo popularne na świecie razem z japońskimi grami komputerowymi, muzyką, modą czy programami rozrywkowymi.
Jednym z najwybitniejszych twórców jest Hayao Miyazaki i jego Studio Ghibli.

## Charakter narodowy

Kulturowa mapa świata według World Values Survey, opisująca Japonię z najwyższym współczynnikiem w kategorii „Wartości racjonalne-świeckie” (Rational-Secular Values)

Japoński „charakter narodowy” jest określany terminem nihonjinron, (teorie dot. wyjątkowości kulturowej lub rasowej Japonii; dosł.: „teorie/dyskusje o Japończykach”). Termin ten nawiązuje do tekstów odnośnie do takich kwestii jak socjologia, psychologia, historia, lingwistyka i filozofia z podkreśleniem przypuszczeń bądź poglądów autora o japońskiej wyjątkowości. Owe teksty są w przeważającej mierze pisane przez samych Japończyków.
Według World Values Survey, na kulturowej mapie cech charakterystycznych poszczególnych narodów na świecie, Japonia ma najwyższy współczynnik w kategorii „Wartości racjonalne-świeckie” (Rational-Secular Values) i średnio-wysokie w „Wartości wyrażania siebie” (Self-Expression Values).